# Vision, motiv från Visby
Vision, motiv från Visby är en oljemålning av den svenske konstnären Richard Bergh från 1894. Den ingår i Nationalmuseums samlingar sedan 1946.
Bergh och hans konstnärskollegor från Konstnärsförbundet, Nils Kreuger och Karl Nordström, utgjorde Varbergsskolan på 1890-talet. De målade främst landskap och deras stil kännetecknades av en långt driven förenkling av bilderna med sammanhängande färgfält och oftast mörka konturer. Denna stil var en reaktion mot det realistiska landskapsmåleriet på 1880-talet och inspirerades av Paul Gauguins syntetism. I Vision, motiv från Visby har Bergh också inspirerats av Symbolismen och nationalromantiken.